# VocêTV
VocêTV fue una proveedora de televisión por suscripción vía satélite brasileña originada de la asociación entre la empresa AstralSat y la multinacional española Telefónica. En 2007 Telefónica obtuvo el permiso de Anatel para lanzar su propio servicio, Telefónica TV Digital. En julio de 2009, VocêTV pasó a notificar a sus abonados que terminaría sus actividades a partir del mes de agosto de 2009.
Su transmisión era digital por el sistema DTH. Su recepción se daba a través de una mini-antena parabólica y un decodificador y tenía 64 canales.